# Hans Manndorff
Hans Manndorff (* 26. April 1928 in Hinterbrühl in Niederösterreich; † 19. August 2016 in Baden in Niederösterreich) war ein österreichischer Ethnologe und Sozialanthropologe. Seit 1971 war er außerordentlicher Professor am Institut für Völkerkunde der Universität Wien und ab 1956 Kustos und von 1976 bis 1993 Direktor des Museums für Völkerkunde.

## Leben
Hans Manndorff war der dritte Sohn – von sechs Kindern – des Magistratsdirektors Maximilian Manndorff aus der alt-kärntener Familie der Barone von Manndorff und seiner Ehefrau Albertine, Tochter von Ferdinand Mannlicher. 1944/45 wurde er als Gymnasiast zum Militärdienst an der Flak eingezogen. Nach der Matura im Realgymnasium Mödling 1947 studierte er Völkerkunde mit den Nebenfächern Anthropologie und Urgeschichte an der Universität Wien und promovierte 1953 mit einer Dissertation über die Kulturpflanzen Indiens.
Es folgten in den nächsten Jahren Feldforschungen in südindischen Dörfern im Auftrag der UNESCO, deren Ergebnisse er im Buch Indien – 400 Millionen suchen einen Weg (1958) publizierte. Seit 1959 war Manndorff Kustos an der Abteilung Süd- und Südostasien am Museum für Völkerkunde (Wien) und führte als delegierter Experte der UNO 1961/62 Feldforschungen bei den Bergstämmen in Nordthailand durch. Von 1963 bis 1965 wurde er erneut von der Asia Foundation und der thailändischen Regierung mit Feldforschungen bei den Bergstämmen in Nordthailand, Burma und Laos beauftragt, die vor allem auch in zahlreichen Dokumentarfilmen für das Institut für den wissenschaftlichen Film IWF Wissen und Medien in Göttingen ihren Niederschlag fanden und heute noch in der Technischen Informationsbibliothek (TIB) Hannover verfügbar sind.
1965 habilitierte sich Hans Manndorff mit einer Arbeit über Probleme des Kulturwandels bei Bergstämmen von Nordthailand an der Universität Wien. Seither lehrte er am Institut für Völkerkunde, ab 1971 als außerordentlicher Professor. Hans Manndorff gehört zu den Pionieren der Applied Anthropology im deutschen Sprachraum. Nach weiteren Feldforschungen bei zentralindischen Bergstämmen wurde er 1976 zum Direktor des Museum für Völkerkunde in Wien berufen. In dieser Funktion wurde er zu vielen Vortragseinladungen an europäischen Universitäten eingeladen und unternahm Auslandsreisen nach Nord-, Mittel- und Südamerika, in den Nahen Osten sowie nach Zentral- und Ostasien. 1981 wurde er zum Hofrat ernannt.
Aus einer ersten Ehe gingen zwei Söhne hervor. In zweiter Ehe, aus der eine Tochter entstammt, war er mit der Historikerin und Ethnologin Dr. Elisabeth Manndorff (geb. 1948) verheiratet. 

## Schriften
- 1953 Kulturpflanzen Indiens in Wirtschaft und Brauchtum. Eine kulturhistorische Untersuchung über Probleme des indischen Bodenbauer, Diss. Universität Wien.
- 1958 Indien – 400 Millionen suchen einen Weg, Wien.
- 1962 Report on the Socio-economic Survey of Hill Triebes in Northern Thailand. Ministry of Interior, Department of Public Welfare, Bangkok.
- 1964 Hinterindien: Länder und Völker. Ausstellungskatalog Museum für Völkerkunde, Wien.
- 1965 Probleme des Kulturwandels bei Bergstämmen von Nordthailand. Habil. Universität Wien
- 1966 Südostasien: Länder und Völker. Ausstellungskatalog. Schlossmuseum Matzen, Wien.
- 1968 Die Völker Sibiriens. Ausstellungskatalog. Museum für Völkerkunde, Wien.
- 1969 Indien: Völker und Kulturen. Ausstellungskatalog Museum für Völkerkunde, Wien.
- 1972 Inselwelt Indonesien. Ausstellungskatalog Schlossmuseum Matzen, Wien.
- 1978 Völker der Tundra und Taiga: Menschen in Eis und Schnee. Ausstellungskatalog Schlossmuseum Matzen, Wien.
- 1980 „Indien, Südostasien, Tibet, Sibirien“, in: Das Museum für Völkerkunde in Wien, Salzburg/Wien.
- 1985 „Weltbild und Bauformen einer frühen Kultur: Götterberg und Tempelturm der Khmer in Südostasien“, in: Objektivationen des Geistigen. Beiträge zur Kulturphilosophie in Gedenken an Walther Schmied-Kowarzik (1885–1958), Berlin
- 1987 „Das Museum für Völkerkunde in Wien“, in: Österreichs Museen stellen sich vor, Graz.

## Auszeichnungen
- 1972 Offizier des brasilianischen Ordens vom Kreuz des Südens
- 1978 Österreichisches Ehrenkreuz für Wissenschaft und Kunst I. Klasse
- 1986 Großes Ehrenzeichen für Verdienste um die Republik Österreich
- 1992 Silbernes Komturkreuz des Ehrenzeichens des Bundeslandes Niederösterreich
- 1992 Großes Ehrenzeichen des Landes Burgenland